# Wien (flod)
 For alternative betydninger, se Wien (flertydig). (Se også artikler, som begynder med Wien)
Wien er en flod, som løber gennem Østrigs hovedstad Wien. Den udspringer i den vestlige del af Wienerwald og udmunder i Donaukanalen.
Floden er 34 km lang, hvoraf 15 km er i byen Wien.
- Wikimedia Commons har flere filer relateret til Wien (flod)

48°09′38″N 16°02′17″Ø / 48.1606°N 16.0381°Ø